# Уик (град)
Вижте пояснителната страница за други значения на Уик.
Уик (на английски: Wick, на гаелски Inbhir Uige) е град в Северна Шотландия.

## География
Град Уик е в област Хайланд. Той е пристанище на Северно море. Разположен е около устието на река Уик. Крайна жп гара е на крайбрежната линия Инвърнес-Уик. Има летище. Население 7010 жители от преброяването през 2004 г. 

## История
Уик е основан от викингите. Името му идва от старонорвежкото название на думата „Залив“. Бил е близо 500 години главен административен център на бившето графство Кейтнес.

## Икономика
Основен отрасъл в икономиката на Уик в миналото е бил риболова. Промяната в това отношение започва през 1768 г. когато политикът сър Джон Синклеър поставя началото градът да стане център за риболов на херинга. Между 1860 и 1890 г. риболова преживява период на бурен растеж. Откриването на нефт в Северно море през 1970 г. донася нова благоприятна промяна за икономиката на Уик, но традициите в риболова са запазени и до днес макар, и в по-малки мащаби. През летните месеци Уик е също туристически център.

## Спорт
Представителният футболен отбор на града е на ФК Уик Академи. Основан е през 1893 г., има аматьорски статут.

## Личности
Родени в Уик
- Хенри Адам (р. 1964), шотландски драматург
- Уилям Баркли (1907-1978), теолог
- Джон Барнсън (1862-1941), шотландско-американски капиталист
- Ейлин Моуът (р.?), шотландска киноактриса

Свързани с Уик
- Робърт Луис Стивънсън (1850-1894), британски поет и писател
- Томас Телфорд (1757-1834), британски инженер и конструктор

## Фотогалерия
- Изглед от Уик с река Уик
- Пристанището на Уик
- ЖП гарата на Уик
- Развалини от стар замък край Уик

## Побратимени градове
- Клаксвик, Фарьорски острови